# Liina Kersna
Liina Kersna (ur. 3 kwietnia 1980 w Tallinnie) – estońska polityk, działaczka Estońskiej Partii Reform, deputowana, od 2021 do 2022 minister edukacji i badań naukowych.

## Życiorys
W 2005 ukończyła studia z dziennikarstwa i public relations na Uniwersytecie w Tartu. W 2018 na tej samej uczelni uzyskała magisterium z zarządzania w oświacie. Pracowała przez kilka lat w Eesti Raadio, następnie odpowiadała za PR w federacji organizacji studenckich. W 2004 przeszła do pracy w administracji rządowej. Była m.in. zastępczynią dyrektora rządowej dyrekcji do spraw komunikacji i doradczynią premiera. Członkini Estońskiej Partii Reform. W 2015, 2019 i 2023 uzyskiwała mandat posłanki do Zgromadzenia Państwowego XIII, XIV i XV kadencji.
W styczniu 2021 w nowo utworzonym rządzie Kai Kallas objęła stanowisko ministra edukacji i badań naukowych. W czerwcu 2022 podała się do dymisji w związku z objęciem jej postępowaniem dotyczącym naruszenia przepisów o zamówieniach publicznych w związku z testami na COVID-19. Ostatecznie zakończyła urzędowanie wraz z całym gabinetem w lipcu tegoż roku.